# Rojków (województwo łódzkie)
Rojków – wieś w Polsce położona w województwie łódzkim, w powiecie zduńskowolskim, w gminie Zapolice.
W latach 1975–1998 miejscowość położona była w województwie sieradzkim.